# He-Man: Defender of Grayskull
He-Man: Defender of Grayskull è un videogioco sviluppato dalla Savage Entertainment. ed ispirato ai personaggi del cartone animato He-Man and the Masters of the Universe, sequel del titolo per Game Boy Advance He-Man: Power of Grayskull. Era prevista una versione del gioco per Xbox, che però non fu mai pubblicata.